# Roberto Lucio Rosaia
Roberto Lucio Rosaia (La Spezia, 10 dicembre 1924 – 1999) è stato un politico e medico italiano.

## Biografia
Nato nel 1924 e storico esponente del Partito Repubblicano Italiano a La Spezia, esercitò a lungo la professione di medico cardiologo.
Alle amministrative del 1993, le prime a elezione diretta del sindaco, venne candidato a sindaco della Spezia in rappresentanza di una coalizione che riuniva Partito Democratico della Sinistra, Federazione dei Verdi e il movimento "Alleanza per La Spezia" che vedeva al suo interno esponenti socialisti e repubblicani. Risultò eletto al secondo turno con il 53,6% dei voti, avendo la meglio sul candidato Giuseppe Ricciardi della Democrazia Cristiana, ed entrò ufficialmente in carica il 6 dicembre 1993. Terminò il proprio mandato nel 1997.
Deceduto nel 1999, gli è stata intitolata la neomedievale Palazzina della Arti di via del Prione.